# Tabatinga
Tabatinga là một đô thị thuộc bang Amazonas, Brasil. Đô thị này có diện tích 3225,06 km², dân số năm 2007 là 45184 người, mật độ 14,01 người/km².